# Стара Слупя
Стара Слупя (пол. Stara Słupia) — село в Польщі, у гміні Нова Слупя Келецького повіту Свентокшиського воєводства.
Населення — 899 осіб (2011).
У 1975-1998 роках село належало до Келецького воєводства.

## Демографія
Демографічна структура на день 31 березня 2011 року:
|          | Загалом | Допрацездатний вік | Працездатний вік | Постпрацездатний вік |
| -------- | ------- | ------------------ | ---------------- | -------------------- |
| Чоловіки | 450     | 86                 | 307              | 57                   |
| Жінки    | 449     | 91                 | 243              | 115                  |
| Разом    | 899     | 177                | 550              | 172                  |